# Тобілевич Софія Віталіївна
Тобілевич Софія Віталіївна (уроджена Дитківська), (3 (15) жовтня 1860, с. Новоселиця, Браїлівська волость, Вінницький повіт, Подільська губернія, Російська імперія, нині — Жмеринського р-ну, Вінницької обл. — 7 жовтня 1953, Київ) — українська акторка характерного плану, перекладачка, фольклористка, мемуаристка, дружина І. Карпенка-Карого, племінниця Зиґмунта Сераковського (одного з лідерів польського повстання 1863 року), матір Марії Тобілевич-Кресан.

## Життєпис
Народилася у збіднілій польській шляхетській родині.
Своїми домашніми вихователями вважала однаковою мірою маму, Анелю Сераковську, та її помічницю Явдоху. Не було на селі жодної пісні, згадувала Софія Віталіївна, якої б не знала ця проста жінка і яку б не співала з Анелею під час домашньої роботи.
Рано залишилася без батька, а її вітчима Ю. Пілецького заслали на Сибір за участь у польському національному русі. Сім'я зовсім зубожіла. Софії довелося служити нянькою в багатих сім'ях.
Грамоту здобувала самотужки, початкові уроки та книги давав дядько Ян Сераковський. Пізніше в одній із родин, де працювала, познайомилася з діячкою польського національного руху, домашньою вчителькою Броніславою Сидорович. Саме вона й допомогла в самоосвіті. Природна обдарованість та наполегливість дозволили Софії швидко опанувати шкільну програму, вивчити російську, німецьку та французьку мови, ознайомитися із класикою зарубіжної літератури, світовою історією. Напружена праця Софії Тобілевич у здобутті освіти дала їй можливість і самій перейти на педагогічну роботу. Разом із поміщицькою родиною, у якій працювала, вона 1883 року потрапила до Києва, але невдовзі втратила місце.
З 1880 року працювала в аматорському хорі М. Лисенка та М. Старицького.
«Я й досі не можу забути першої моєї зустрічі з Миколою Віталійовичем, — згадувала вона, — тієї щирості, з якою він пригрів мене у моєму розпачі».
Сценічну діяльність почала як хористка у трупі М. Старицького (1883–1884).
У жовтні 1883 року нова театральна трупа, доповнена великим хором, створена М. Старицьким та М. Лисенком, гастролювала у Єлисаветграді. Там до неї, прибравши сценічний псевдонім Карпенко-Карий, вступив Іван Тобілевич. Відтак відбулося ближче знайомство овдовілого на той час І. Тобілевича з хористкою Зосею Дитківською, яке переросло у кохання. Невдовзі вони одружилися.
У 1884–1885 роках жила в Новочеркаську (де перебував на засланні І.Карпенко-Карий), у 1887–1888 — на хуторі Надія.
У грудні 1888 року, коли з І. Тобілевича було знято гласний нагляд і він мав право повернутися до акторської діяльності, разом із ним до трупи М. Садовського за участю М. Заньковецької прийшла і акторка Софія Тобілевич.
З березня 1890 до 1907 — у трупі П. К. Саксаганського та І. К. Карпенка-Карого (працювала до моменту смерті чоловіка). Про діяльність цієї найкращої тоді української трупи згодом написала спогади.
1908–1916 — акторка Театру Миколи Садовського в Києві (першого стаціонарного українського театру).
Працювала у Товаристві Українських Акторів, у Театрі ім. Т. Шевченка в Києві тощо.
У 1920–1921 роках грала у Новому драматичному театрі ім. І. Франка під керівництвом Гната Юри (м. Черкаси).
У 1926–1930 роках гастролювала разом з М. Садовським та П. Саксаганським у різних периферійних театрах.
1935 року зійшла зі сцени.
Найкращі ролі: Терпилиха («Наталка Полтавка» І.Котляревського), баба Бушля, Тетяна, пані Качинська («Чумаки», «Суєта», «Сава Чалий» І. Карпенка-Карого), Лимериха («Лимерівна» П. Мирного) та ін.

## Фольклористична діяльність
Перебуваючи в середовищі М. Лисенка і М. Старицького, Софія Дитківська була залучена до фольклористичної роботи. Коли до Києва приїхав навесні 1883 року відомий польський фольклорист Чеслав Нейман з метою організувати записування українського фольклору для серійних видань Краківської академії наук, то М. Лисенко порекомендував для цієї справи передусім Софію Дитківську як таку, що могла польською транскрипцією відтворити українську мову. Під час фольклористичної експедиції було записано понад 300 пісень, багато зразків оповідних жанрів. Через рік у 8-му томі періодичного видання Антропологічної комісії Краківської академії наук «Збірник відомостей до вітчизняної антропології» (1884) з'явилися «Етнографічні матеріали з околиці Плискова Липовецького повіту. Зібрала З. Д. (тобто Зося Дитківська). Опрацював Ч.Нейман».
Це був початок тривалої збирацької роботи, що її Софія Тобілевич вела протягом майже всього свого життя. Згодом вона записала чимало зразків народної творчості в селі Кардашева, поблизу якого розташований хутір Надія, а в 1920-х роках — у містечку Погребищі (Поділля), хоч загальна географія записів набагато ширша: Чернігівщина, Полтавщина, Херсонщина, Київщина, Галичина. Ввесь цей матеріал опубліковано у великому збірнику «Українські народні пісні в записах Софії Тобілевич» (1982).

## Літературна діяльність
Ще в період перебування на засланні в Новочеркаську разом з І. Тобілевичем переробила драму польського драматурга Я.Галасевича «Чортівська лава». Ця п'єса під назвою «Чортова скала» з успіхом ішла в українських трупах 1880–1890-х рр. Як знавець польської мови допомагала І.Тобілевичу переробляти драму польського драматурга Юзефа Кореньовського «Гуралі» (Górale), що побачила світ під назвою «Гуцули». Також вони разом здійснили драматичну переробку «Суженого конем не об'їдеш» (за твором «Наш друг Фріц» Еркмана-Шатріана).
Самостійно переклала з польської драми «В липневу ніч» В. Ґорчинського та «Зачароване коло» Л.Риделя, які йшли в Київському театрі М. Садовського, а також комедію «Весілля Фіґаро» П.Бомарше і драму «Ганнеле» Г. Гауптмана.
Проте основний літературний доробок С.Тобілевич становлять її мемуари та театрознавчі статті, за які вона була прийнята до Спілки письменників.
Після смерті І. Тобілевича працювала над спогадами про український театр, окремі частини яких публікувалися в «Літературно-науковому віснику» 1912–1913 рр.
1945 року ці мемуари вийшли окремою книжкою під навою «Життя Івана Тобілевича».
Статті Софії Тобілевич про М. Кропивницького, М. Старицького, П. Саксаганського, М. Заньковецьку, І. Тобілевича (Карпенка-Карого), М. Садовського, М. Садовську, що друкувалися в різний час у періодиці, було видано окремою збіркою «Корифеї українського театру. Портрети. Спогади» (1947). Але основною справою Софії Тобілевич стала її книга «Мої стежки і зустрічі», видана посмертно 1957 року.
Саме завдяки популяризації Софією Тобілевич творчості І. Карпенка-Карого було збережено хутір Надія, що згодом, за висловом О. Гончара, став «українською театральною Меккою».

## Пам'ять

Могила Марії і Софії Тобілевич

- Похована у Києві на Новобайковому цвинтарі, далеко від головної алеї, близько від військових поховань. 1963 року надгробка не було, на білій мармуровій таблиці був напис: Тобілевич Софія Віталіївна 1858 15/5 — 1953 7/10.[2]
- На фасаді будинку у Києві, на вулиці Олександра Кониського, 81, де містилася меморіальна кімната-музей С. В. Тобілевич, є меморіальна таблиця, виготовлена з білого мармуру. Напис позолочено: У цьому будинку з 1915 по 1953 жила письменниця і діяч українського театру Софія Віталіївна Тобілевич. Урочисте відкриття таблиці відбулося 8 липня 1958 року. Виготовлена за проектом архітектора В. І. Шляхового.[2]